# Plesiophrictus bhori
Plesiophrictus bhori är en spindelart som beskrevs av Gravely 1915. Plesiophrictus bhori ingår i släktet Plesiophrictus och familjen fågelspindlar. Inga underarter finns listade i Catalogue of Life.